# Rajons d'Alūksne
Le rajons d'Alūksne (en letton : Alūksnes rajons) est une ancienne subdivision administrative de la Lettonie. 

## Géographie
Le district s'étendait sur 2 243 km2 au nord-est du pays, à la frontière avec la Russie (46,4 km) et l'Estonie (103,8 km). Le territoire était  essentiellement rural, composé à plus de 50 % de forêts. 

## Histoire
Le district a existé au sein de la république socialiste soviétique de Lettonie, entre 1949 et 1962 et à partir de 1967, puis dans la Lettonie indépendante jusqu'à la suppression des districts par la réforme administrative de 2009.

## Répartition de la population (en 2002)

### Démographie (par nationalité)
Au recensement de l'an 2000, la population s'élevait à 26 422 habitants, dont :
- Lettons  : 21 629 personnes, soit 81,86 %.
- Russes  :  3 650 personnes, soit 13,81 %.
- Estoniens  :    329 personnes, soit 1,25 %.
- Ukrainiens  :    329 personnes, soit 1,25 %.
- Biélorusses  :    132 personnes, soit 0,50 %.
- Polonais :     84 personnes, soit 0,32 %.
- Autres  :    269 personnes, soit 1,02 %.

Le terme Autres inclut notamment des ressortissants issus de l'ex-URSS (Lituaniens, Moldaves...), ainsi que des Roms.

### par sexe
- Femmes : 52,7 %
- Hommes : 47,3 %

### par âge
- - de 15 ans : 19,9 %
- 15 à 60 ans : 57,4 %
- + de 60 ans : 22,7 %

La population était à 39 % urbaine. Le district souffrait d'une émigration problématique, avec un peu plus de 400 personnes qui le quittaient chaque année.